# Sophia Flörsch
Sophia Flörsch (Munique, 1 de dezembro de 2000) é uma automobilista alemã que recentemente competiu na Indy NXT pela equipe HMD Motorsports. Ela disputou o Campeonato de Fórmula 3 da FIA por três temporadas, estreando na Campos Racing em 2020, indo para a PHM Racing em 2023 e se juntando à Van Amersfoort Racing em 2024. É membro da Alpine Academy.

## Carreira

### Grande Prêmio de Macau
De 15 a 18 de novembro de 2018, Flörsch participou da Taça do Mundo de Fórmula 3 no Grande Prêmio de Macau de 2018. Durante a corrida principal, na volta 4, ela tocou no carro de Jehan Daruvala, que teria desacelerado devido a bandeiras amarelas exibidas erroneamente na reta entre a curva Mandarim (curva 2) e a curva Lisboa (curva 3). Isso causou uma falha na suspensão dianteira esquerda, catapultando seu carro para a curva Lisboa de lado em alta velocidade, causando um grave acidente com Flörsch.
Flörsch foi selecionada pela equipe HWA Team para participar do teste de pós-temporada do Campeonato de Fórmula 3 da FIA em 22 de outubro de 2019 em Valência. No início de novembro, foi confirmado que Flörsch foi colocada na equipe para competir no Grande Prêmio de Macau de 2019, com o apoio de várias empresas macaenses e personalidades notáveis. Ela não conseguiu terminar a corrida depois que seu carro sofreu uma falha mecânica que a deixou presa à frente da curva Mandarim Oriental na oitava volta.
No final da temporada do Campeonato de Fórmula 3 da FIA de 2023, Flörsch voltou à Van Amersfoort Racing para participar no Grande Prêmio de Macau de 2023. Ao contrário das duas tentativas anteriores, desta vez ela conseguiu terminar a corrida, na 11ª posição, à frente de ambas as companheiras de equipe.

### Campeonato de Fórmula 3 da FIA
Em 26 de fevereiro de 2020, foi anunciado que Flörsch havia sido contratada pela equipe Campos Racing para a disputa da temporada de 2020 do Campeonato de Fórmula 3 da FIA, fazendo parceria com Alessio Deledda e Alex Peroni. Com ela se tornando na primeira mulher a competir no campeonato desde sua formação, após a fusão das categorias GP3 Series e Campeonato Europeu de Fórmula 3 da FIA. Ela não participou da sétima rodada do campeonato, realizada em Spa-Francorchamps, devido ao seu compromisso com a European Le Mans Series. Com Andreas Estner, que competiu em tempo integral a temporada de 2019, sendo o seu substituto na etapa de Spa-Francorchamps. Depois de um ano difícil com vários problemas mecânicos, terminou em 29º entre os 35 pilotos da classificação geral, com a melhor posição sendo um 12º.

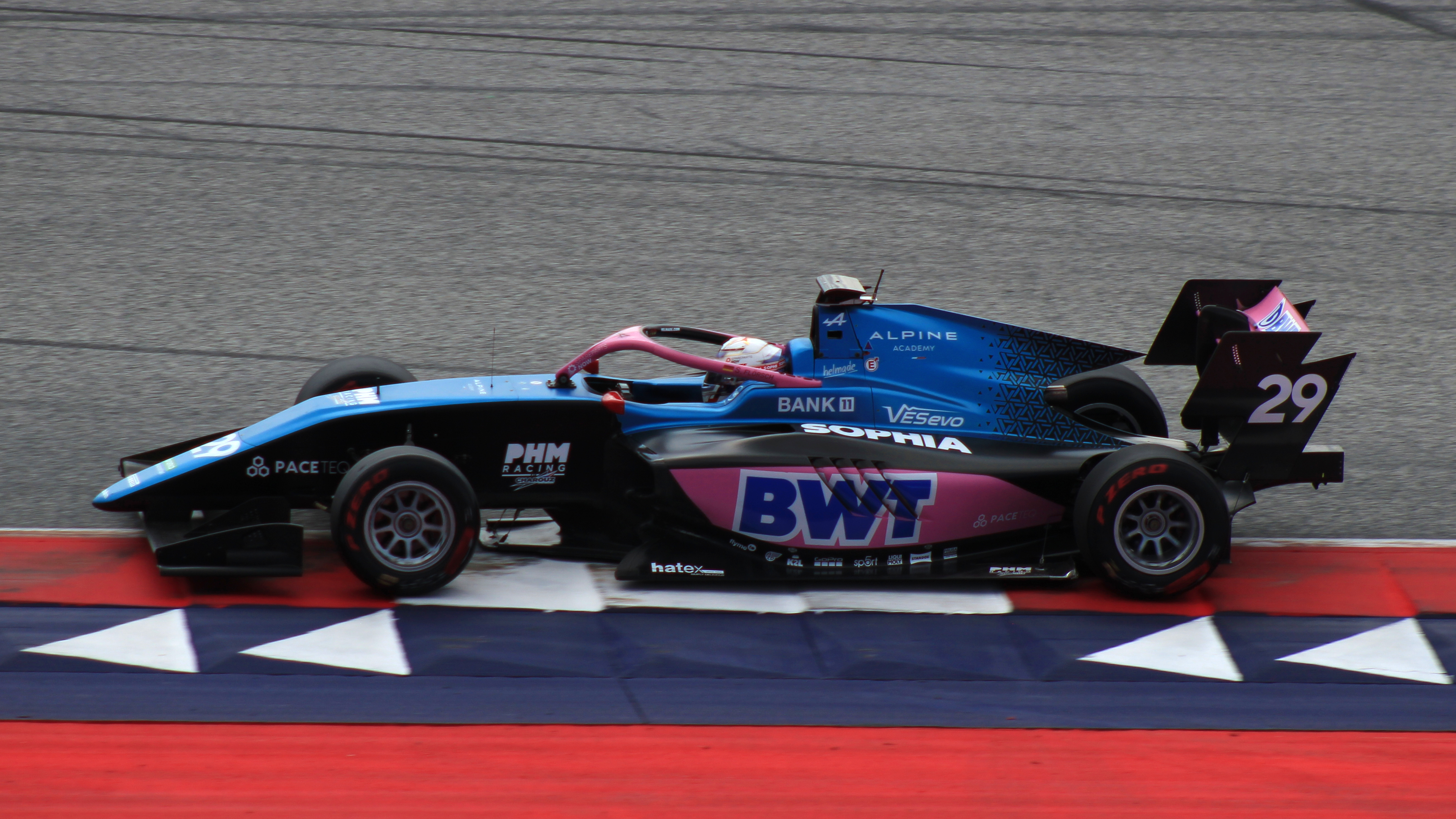
Flörsch no Red Bull Ring em 2023

Flörsch voltou ao Campeonato de Fórmula 3 da FIA em 2023, assinando com a equipe PHM Racing by Charouz. Pouco depois, foi anunciada como nova integrante da Alpine Academy, tendo sido selecionada pelo novo programa 'Rac(H)er' da marca.  Essa temporada marcou a primeira vez de Flörsch na zona de pontuação, com ela alcançando um sétimo lugar na corrida longa de Spa-Francorchamps, que lhe renderam seis pontos, o vigésimo terceiro lugar no campeonato e a marca de ter sido a primeira mulher a pontuar na F3.
Para a disputa do campeonato de 2024, sua terceira temporada na Fórmula 3, ela se transferiu para a equipe Van Amersfoort Racing. Flörsch não teve mais oportunidades de pontuar, tendo como melhor resultado um 11º lugar e encerrando o ano em 29º.

### Indy NXT
Em dezembro de 2024, Flörsch foi anunciada como uma das pilotos da HMD Motorsports para a temporada 2025 da Indy NXT. Dentre seus companheiros de equipe, estava a piloto norte-americana Hailie Deegan, também estreante na categoria. A alemã participou de apenas uma prova, a de abertura em St. Petersburg, na qual se classificou em 12º lugar. No dia 27 de março de 2025, sua equipe anunciou a dispensa de Flörsch, após comum acordo.

## Registros na carreira

### Sumário
| Temporada | Categoria                          | Equipe                    | Corridas | Vitórias | Poles | V.M.R. | Pódios | Pontos | Classificação |
| --------- | ---------------------------------- | ------------------------- | -------- | -------- | ----- | ------ | ------ | ------ | ------------- |
| 2015      | Ginetta Junior Championship        | HHC Motorsport            | 10       | 2        | 1     | 1      | 4      | 211    | 11.ª          |
| 2016      | ADAC Formula 4                     | Motopark                  | 24       | 0        | 0     | 1      | 0      | 25     | 19.ª          |
| 2017      | ADAC Formula 4                     | ADAC Berlin-Brandenburg   | 20       | 0        | 0     | 2      | 2      | 71     | 13.ª          |
| 2017      | Campeonato Italiano de Fórmula 4   | BWT Mücke Motorsport      | 9        | 0        | 0     | 0      | 0      | 28     | NC            |
| 2018      | Europeu de Fórmula 3 da FIA        | Van Amersfoort Racing     | 21       | 0        | 0     | 0      | 0      | 1      | 22.ª          |
| 2018      | Grande Prémio de Macau             | Van Amersfoort Racing     | 1        | 0        | 0     | 0      | 0      | N/A    | DNF           |
| 2019      | Fórmula Regional Europeia          | Van Amersfoort Racing     | 24       | 0        | 0     | 1      | 0      | 149    | 7.ª           |
| 2019      | Grande Prémio de Macau             | HWA Racelab               | 1        | 0        | 0     | 0      | 0      | N/A    | DNF           |
| 2020      | Campeonato de Fórmula 3            | Campos Racing             | 16       | 0        | 0     | 0      | 0      | 0      | 29.ª          |
| 2020      | European Le Mans Series            | Richard Mille Racing Team | 3        | 0        | 0     | 0      | 0      | 2      | 25.ª          |
| 2020      | 24 Horas de Le Mans - LMP2         | Richard Mille Racing Team | 1        | 0        | 0     | 0      | 0      | N/A    | 9.ª           |
| 2021      | Deutsche Tourenwagen Masters       | Team Abt                  | 14       | 0        | 0     | 0      | 0      | 8      | 18.ª          |
| 2021      | Mundial de Endurance da FIA - LMP2 | Richard Mille Racing Team | 6        | 0        | 0     | 0      | 0      | 31     | 13.ª          |
| 2021      | 24 Horas de Le Mans - LMP2         | Richard Mille Racing Team | 1        | 0        | 0     | 0      | 0      | N/A    | DNF           |
| 2021      | European Le Mans Series            | Algarve Pro Racing        | 1        | 0        | 0     | 0      | 1      | 15     | 21.ª          |